# 江有源
江有源（1545年—1588年），字進卿，號亨泉，直隸太倉衛官籍，廬州府無為州人，明朝政治人物。

## 生平
隆慶四年（1570年）庚午科應天府鄉試第十三名。萬曆八年，登進士第三甲第一百一十九名。通政司觀政，授任四川南充县知县，十四年行取，选授南京河南道御史，十五年十二月回避本贯，改北河南道御史。十六年养病，卒。

## 家族
曾祖父江英，曾任指揮僉事；祖父江山；父親江天然。母晉氏。